# شری سوامینارایان ماندیر
شری سوامینارایان ماندیر، لندن (لندن شرقی) یک معبد سوامینارایان در شرق لندن، در ناحیه نیوهام لندن است که تحت فرمان نارنارایان دو گادی قرار دارد و بخشی از مذهب هندو است.
معبد اصلی هندوها (ماندیر)، با طبقه بالایی که برای سمینارها و مجالس دیگر استفاده می‌شود، و کتابخانه‌ای که کتاب و سایر مطالب مذهبی می‌فروشد، آشپزخانه و ناهارخوری چند در پایین‌تر که قبلاً به عنوان ماندیر موقت در حین بازسازی ماندیر اصلی استفاده می‌شد. این مؤسسه یک مؤسسه خیریه ثبت شده و در سال ۱۹۸۶ تشکیل شده است.

## یوواک ماندال
این جناح جوانان است، طبق کتاب مقدس سوامینارایان سامپرادی، هر مناسبت با جشن بزرگی جشن گرفته می‌شود، این موارد شامل مناسبت‌هایی مانند راما ناوامی، جانمشتامی، دیوالی، آنکوث و غیره است که شامل جشن‌های سالانه سالانه معبد و به دنبال آن ۵ تا ۷ روز کاتا پارایان در حضور قدیسان و آچاریا است.